# Andreas Stjernen
Andreas Kolset Stjernen (født 30. juli 1988 i Levanger) er en norsk tidligere skihopper. Han er søn af tidligere skihopper Hroar Stjernen.

## Karriere
Andreas Stjernen vandt sin første medalje ved de norske mesterskaber i 2006, og han nåede i alt tretten nationale medaljer, heraf tre af guld. Han vandt sin første internationale seniormedalje, da han var med på det norske skihophold, der vandt VM-sølv i Lahti i 2017, og han var med til at vinde holdbronze ved VM i skiflyvning i Oberstdorf i 2018.
Han deltog efterfølgende ved vinter-OL 2018 i Pyeongchang, hvor hans individuelle resultat på lille bakke blev en femtendeplads og på stor bakke en ottendeplads. Han var desuden med på Norges hold på stor bakke, hvor han med et resultat på 274,4 point var med til at sikre sit land guldmedaljen med i alt 1098,5 point. De øvrige deltagere var Daniel-André Tande, Johann André Forfang og Robert Johansson.
I 2019 var han med til at vinde VM-bronze for blandede hold for Norge i Seefeld. Efter en ulykke ved et stævne i Finland besluttede han at afbryde sin aktive karriere senere samme år.